# Gypsochares nielswolffi
Gypsochares nielswolffi is een vlinder uit de familie vedermotten (Pterophoridae). De wetenschappelijke naam is voor het eerst geldig gepubliceerd in 1992 door Gielis & Arenberger.
De soort komt voor in Europa.